# Jaroslaw Popowytsch
Jaroslaw Popowytsch (ukrainisch Ярослав Павлович Попович, wiss. Transliteration Jaroslav Popovyč; * 4. Januar 1980 in Drohobytsch) ist ein ehemaliger ukrainischer Radrennfahrer und späterer Sportlicher Leiter.

## Karriere
Vor seinem Wechsel zu den Profis fuhr Popowytsch in den Jahren 2000 und 2001 in der Altersklasse U23 für das italienische Radsportteam Vellutex-Zoccorinese, dessen Sportlicher Leiter Olivano Locatelli ihn 1999 bei Popowytschs erster Teilnahme am Giro della Valle d’Aosta entdeckt hatte. In dieser Zeit gewann er 37 Rennen. Zu seinen wichtigsten Erfolgen in der Altersklasse U23 zählen die Siege bei Paris–Roubaix (U23), dem Giro delle Regioni, dem Giro della Valle d’Aosta sowie dem Straßenrennen der U23 bei den UCI-Straßen-Weltmeisterschaften 2001 in Lissabon.
2002 unterschrieb Popowytsch beim GS/II-Team Landbouwkrediet-Colnago seinen ersten Profivertrag und konnte bei seiner ersten Teilnahme am Giro d’Italia den zwölften Platz belegen. 2003 gelang ihm bei seiner zweiten Teilnahme mit dem dritten Platz eine Podiumsplatzierung. Im Jahr darauf beendete er den Giro als Fünfter, nachdem er zwischenzeitlich drei Tage das Maglia Rosa getragen hatte.
Zur Saison 2005 unterschrieb Popowytsch zusammen mit seinem Freund und Teamkollegen Wolodymyr Bileka einen Vertrag beim Discovery Channel Pro Cycling Team. Er war einer der Helfer von Lance Armstrong bei dessen letztem – mittlerweile wegen Dopings aberkannten – Tour-de-France-Sieg und konnte sich bei seiner ersten Teilnahme den zwölften Platz in der Gesamtwertung und das Weiße Trikot des besten Fahrers in der Nachwuchswertung sichern. Auch datiert einer seiner bislang größten Erfolge aus der Saison 2005: Im Mai konnte er die Gesamtwertung der Katalonien-Rundfahrt für sich entscheiden.
Bei der Tour de France 2006 konnte er das Ergebnis aus dem Vorjahr nicht wiederholen und wurde 25. der Gesamtwertung, gewann aber die 12. Etappe. Ferner gelang ihm 2006 jeweils ein Etappensieg bei der Vuelta a Castilla y León sowie der Tour de Georgia, welche er als Dritter in der Gesamtwertung beendete.
Während der Saison 2007 fuhr Popowytsch hauptsächlich als Helfer: So unterstützte er seinen Teamkollegen Alberto Contador bei dessen Siegen in der Gesamtwertung bei Paris–Nizza, wo er selbst eine Etappe gewinnen konnte, und bei der Tour de France, die er auf dem 8. Gesamtrang beendete. Er startete in dieser Saison zwar auch als Kapitän seiner Mannschaft beim Giro d’Italia, schied jedoch nach der 12. Etappe aus, da er unter den Folgen zweier Stürze zu leiden hatte.
Mit Beginn der Saison 2008 wechselte Popowytsch zum belgischen Team Silence-Lotto, konnte allerdings im Laufe der Saison außer dem dritten Platz in der Gesamtwertung von Paris–Nizza keine nennenswerten Erfolge für sich verbuchen. Er entschied sich im November für einen Wechsel des Teams und unterschrieb einen Zweijahresvertrag bei der Mannschaft Astana, wo er als Edelhelfer für Alberto Contador und Lance Armstrong, mit denen er bereits gemeinsam beim Team Discovery Channel unter Vertrag stand, fahren sollte.
2010 folgte Popowytsch Bruyneel zunächst zum amerikanischen Team RadioShack und nach dessen Fusion mit der Luxemburger Mannschaft Leopard Trek zu dem daraus hervorgegangenen Team RadioShack-Nissan.
Im Zuge der Dopingermittlungen der Staatsanwaltschaft von Padua geriet er Ende 2014 in den Verdacht, Kunde des umstrittenen Sportmediziners Michele Ferrari gewesen zu sein.
Bei Paris-Roubaix 2016 bestritt Popowytsch sein letztes Rennen – er kam als 86. ins Ziel – und wurde anschließend Sportlicher Leiter für sein letztes Team Trek-Segafredo.

## Erfolge
| 2000 - Giro della Valle d’Aosta (U23) 2001 - Gesamtwertung und zwei Etappen Giro delle Regioni (U23) - Paris–Roubaix (U23) - Weltmeister – U23-Straßenrennen 2005 - Gesamtwertung Katalonien-Rundfahrt - Weißes Trikot Tour de France | 2006 - eine Etappe Vuelta a Castilla y León - eine Etappe Tour de Georgia - eine Etappe Tour de France 2007 - eine Etappe Paris–Nizza 2009 - Mannschaftszeitfahren Tour de France |

## Grand-Tour-Platzierungen
| Grand Tour            | 2002 | 2003 | 2004 | 2005 | 2006 | 2007 | 2008 | 2009 | 2010 | 2011 | 2012 | 2013 | 2014 | 2015 |
| --------------------- | ---- | ---- | ---- | ---- | ---- | ---- | ---- | ---- | ---- | ---- | ---- | ---- | ---- | ---- |
| Giro d’ItaliaGiro     | 12   | 3    | 5    | –    | –    | DNF  | –    | 15   | –    | 64   | –    | 133  | –    | –    |
| Tour de FranceTour    | –    | –    | –    | 12   | 25   | 8    | –    | 41   | 85   | DNF  | 75   | –    | –    | –    |
| Vuelta a EspañaVuelta | –    | –    | –    | –    | –    | –    | 52   | –    | –    | –    | –    | 85   | 115  | 132  |

## Teams
- 2002 Landbouwkrediet-Colnago
- 2003 Landbouwkrediet-Colnago
- 2004 Landbouwkrediet-Colnago
- 2005 Discovery Channel Pro Cycling Team
- 2006 Discovery Channel Pro Cycling Team
- 2007 Discovery Channel Pro Cycling Team
- 2008 Silence-Lotto
- 2009 Astana
- 2010 Team RadioShack
- 2011 Team RadioShack
- 2012 RadioShack-Nissan
- 2013 RadioShack Leopard
- 2014 Trek Factory Racing
- 2015 Trek Factory Racing
- 2016 Trek-Segafredo